# 高唐県
高唐県（こうとう-けん）は中華人民共和国山東省聊城市に位置する県。

## 行政区画
- 街道：魚丘湖街道、匯鑫街道、人和街道
- 鎮：梁村鎮、尹集鎮、清平鎮、固河鎮、三十里鋪鎮、琉璃寺鎮、趙寨子鎮、姜店鎮、楊屯鎮